# 嚴穎嘉
嚴穎嘉（Monique Yim，1984年3月18日—），香港跨媒介藝術家、藝術教育者、獨立策展人，主要從事行為藝術、裝置藝術、公共藝術、社區及社羣藝術。她同時是電影、廣告、劇場藝術總監。她曾就讀於香港中文大學文化及宗教研究系，雙副修藝術、新聞及傳播，獲英國倫敦藝術大學中央聖馬丁學院藝術及文化企業文學碩士。

嚴穎嘉曾受邀於香港、亞洲及歐洲近三十個城市，逾百項國際展覽、藝術節、駐村、項目等創作及展出作品。個人展覽包括：「因藝術之名」(香港上海街視藝空間，2008)、「陌生人」(香港Boom藝術畫廊酒吧，2016)、「高興認識你」(德國杜塞道夫Onomato藝術家協會，2018)。本地及國際性行為藝術或視覺藝術聯合展覧如：「香港作動國際行為藝術節」(香港，2006-2009)、康樂及文化事務署社區文化大使「行為藝術十八區巡迴」(香港，2009)等。

嚴穎嘉曾與多間文化藝術、公私營機構合作或受委約，曾於香港西九文化區策展「行為藝術馬拉松」(香港西九文化區，2013)。她歷年於眾多海外與本地大學、學校及機構教授工作坊或講學，曾為香港大學通識教育部嘉賓講者、香港中文大學文化研究系嘉賓講者、香港城市大學創意媒體學院嘉賓講者、理工大學應用社會科學系嘉賓講者、拔萃男、女書院聯校戲劇製作客席顧問、嘉諾撒聖瑪利書院視藝科嘉賓講者、樂進學校駐校藝術家等。

嚴穎嘉多次獲發香港藝術發展局及民政事務局的競爭資助，並於2018年獲頒歐洲 Kassak Centre「公共空間行為藝術國際獎」。

嚴穎嘉過去曾師從香港理工大學設計學院副教授曾德平習公共藝術及師從梁力習綜合藝術教育，並於大師工作坊如 Morgan O'Hara（美國）、Boris Nieslony（德國）、Elena Simons（荷蘭）、Ray Langenbach（美國／馬來西亞）、Fumiko Takahashi（日本）、Philippine Educational Theater Association（菲律賓）等學藝，亦曾是青年藝術家團體「We Are Society」成員；香港聖路加天主教藝術家協會創會會員之一 。

## 外部連結
- 嚴穎嘉個人網頁（页面存档备份，存于）